# Andrew Bennett
Andrew Francis Bennett, född 9 mars 1939, död 15 december 2024, var en brittisk politiker inom Labourpartiet. Han var parlamentsledamot från 1974 tills han drog sig tillbaka 2005, från 1974 till 1983 för valkretsen Stockport North och från 1983 till 2005 för valkretsen Denton and Reddish.
Han gick emot Tony Blairs regering i ett antal frågor, bland annat delprivatiseringen av National Air Traffic Services Ltd. (NATS), som sköter flygtrafikledningen i Storbritannien.